# Seldon Powell
Seldon Powell (Lawrenceville, Virginia, 15 de noviembre de 1928 - 25 de enero de 1997) fue un saxofonista tenor y flautista estadounidense de jazz, representante de estilos como el soul jazz, swing y R&B. 
Es especialmente conocido por haber trabajado en sus inicios en el ámbito del swing con músicos como Lucky Millinder, Neal Hefti o Louis Bellson. Durante los años 60 se adentró en el soul jazz y trabajó con Clark Terry, Lou Donaldson, Johnny Hammond Smith y Buddy Rich.

## Discografía
- Seldon Powell Featuring Jimmy Cleveland (Roost/Vogue, 1956) with Roland Hanna, Freddie Green, Aaron Bell, Osie Johnson, Gus Johnson
- Seldon Powell with the Hank Jones Quartet: Rhythm Plus One (Fresh Sounds Rec., 1956, Anthologie)
- Eddie Sauter: The Sauter-Finnegan Orchestra – Directions in Music (RCA, 1952–58)
- Albert Ayler: New Grass